# Hannah Williams (Sprinterin)
Hannah Williams (* 23. April 1998 in Hertfordshire) ist eine britische Sprinterin, die sich auf den 400-Meter-Lauf spezialisiert hat.

## Sportliche Laufbahn
Erste Erfahrungen auf Wettkämpfen internationaler Ebene sammelte Hannah Williams bei den U18-Weltmeisterschaften 2015 in Cali, bei denen sie über 400 Meter im Finale den sechsten Platz belegte. Ein Jahr später erreichte sie bei den U20-Weltmeisterschaften im polnischen Bydgoszcz das Halbfinale. 2017 nahm sie an den U20-Europameisterschaften in Grosseto teil und gewann dort die Bronzemedaille über 400 Meter sowie mit der britischen 4-mal-400-Meter-Staffel. 2018 war sie Teil der britischen Staffel bei den Hallenweltmeisterschaften in Birmingham und gewann dort die Bronzemedaille hinter den Mannschaften aus den Vereinigten Staaten und Polen. Im Jahr darauf nahm sie ebenfalls mit der Staffel an den U23-Europameisterschaften in Gävle teil und gewann dort in 3:32,91 min die Silbermedaille hinter dem Team aus Polen. 2022 startete sie mit der Frauenstaffel bei den Hallenweltmeisterschaften in Belgrad und belegte dort in 3:29,82 min den fünften Platz.
2020 wurde Williams britische Meisterin im 200-Meter-Lauf.

## Persönliche Bestleistungen
- 200 Meter: 23,81 s (−2,1 m/s), 16. August 2020 in London
  - 200 Meter (Halle): 25,15 s, 2. März 2014 in Sheffield
- 400 Meter: 51,60 s, 26. Juni 2021 in Manchester
  - 400 Meter (Halle): 52,51 s, 27. Februar 2022 in Birmingham